# Ich tu dir weh
Ich tu dir weh ist ein Lied der Neue-Deutsche-Härte-Band Rammstein. Es ist die zweite Single des Albums Liebe ist für alle da und wurde am 4. Januar 2010 veröffentlicht. Musik und Text des Liedes stammen von Rammstein selbst, produziert wurde es von Rammstein und Jacob Hellner.

## Hintergrund
Neben der CD-Version wurde eine 7″- und 12″-Vinyl-Single produziert, die beide auf jeweils 2.000 Exemplare limitiert sind. Das Cover der Single zeigt ein aus zwei Widerhaken geformtes Herz, in dem der Titel Ich tu dir weh steht. Über dem Herz ist der Rammstein-Schriftzug zu sehen. Die Maxi-Single zu Ich tu dir weh enthält zusätzlich zum Titelsong die B-Seiten Pussy (Lick It Remix by Scooter), Rammlied (Rammin’ the Steins Remix by Devin Townsend) und Ich tu dir weh (Smallboy Remix by Jochen Schmalbach), die auf dem Studioalbum nicht zu finden sind.

## Musikvideo
Das Musikvideo feierte am 21. Dezember 2009 online auf einer Erotikseite Premiere. Im Video spielen die Bandmitglieder das Lied mit schwarz-grauen Instrumenten. Till Lindemann und Oliver Riedel tragen dabei Kontaktlinsen, die ständig ihre Farben wechseln. Während des gesamten Ablaufs strahlt aus Lindemanns Mund ein helles weißes Licht, sobald er singt. Die notwendige Energie wird per Kabel durch die Wange direkt in den Mund geführt. Hierfür ließ sich der Frontmann seine Wange piercen. Am Ende des Liedes füllt sich die Bühne mit Strom und fliegt in die Luft, daraufhin ist nur noch das Logo der Band zu sehen. Regisseur des Musikvideos ist Jonas Åkerlund. Die Produktion übernahm Cindy Burnay. Gedreht wurde es am 19. Oktober 2009 in einer Halle der Berliner Firma Black Box Music, in der die Band ihre Tourproben absolvierte.

## Mitwirkende
Folgende Personen haben an der Produktion des Songs mitgewirkt:
Musik:
- Christian Lorenz: Keyboard, Musik, Text, Produktion
- Christoph Schneider: Schlagzeug, Perkussion, Musik, Text, Produktion
- Oliver Riedel: E-Bass, Musik, Text, Produktion
- Paul Landers: Rhythmusgitarre, Begleitgesang, Musik, Text, Produktion
- Richard Kruspe: Leadgitarre, Begleitgesang, Musik, Text, Produktion
- Till Lindemann: Gesang, Musik, Text, Produktion

Produktion:
- Emanuel Fialik: Management
- Jacob Hellner: Produktion
- Floriad Ammon: Toningenieur
- Ulf Kruckenberg: Toningenieur
- Scott Church: Toningenieur-Assistenz
- Nico Essig: Toningenieur-Assistenz
- Michael Scully: Toningenieur-Assistenz
- Tom van Heesch: Toningenieur-Assistenz
- Rossi Rossberg: Schlagzeug-Techniker
- Erik Broheden: Mastering
- Henrik Jonsson: Mastering
- Stefan Glaumann: Abmischung
- Renzo Cargnelutti: Pyrotechnik

Vermarktung:
- Jonas Åkerlund: Musikvideo-Regisseur
- Cindy Burnay: Musikvideo-Produktion Black Dog Films
- P. R. Brown: Artwork

## Rezeption

### Preise
Das Musikvideo zu Ich tu dir weh gewann im Jahr 2011 einen Echo Pop in der Kategorie „Bestes Video (national)“.

### Indizierung
Das Album Liebe ist für alle da wurde kurz nach der Veröffentlichung von der Bundesprüfstelle für jugendgefährdende Medien indiziert. Gründe für die Indizierung waren das Lied Ich tu dir weh und eine Abbildung aus dem Booklet, dass den Gitarristen Richard Kruspe zeigt, der einer Frau den Hintern versohlt. Laut dem Gremium sei das Lied „als unsittlich einzustufen, da in Zusammenhang mit der Gewaltanwendung sexuelle Stimulierung geschildert [...] und damit sado-masochistische Handlungen präsentiert werden“ und zeige auf „rücksichtslose Art und Weise, [...] gegen eine andere Person gerichtete drastische Gewaltanwendung“. Aufgrund der Indizierung durfte das Album nicht mehr an Minderjährige verkauft werden. Bei Konzerten durfte das Lied nur noch mit strenger Alterskontrolle beim Einlass gespielt werden.
Einige Zeit nach der Indizierung veröffentlichte Rammstein eine jugendfreie Version des Albums, auf dieser fehlt Ich tu dir weh und wurde durch eine viersekündige Pause ersetzt.
Am 8. Juni 2010 wurde die Indizierung aufgehoben und die Single erschien am 25. Juni ebenfalls in Deutschland.

## Chartplatzierungen
Ich tu dir weh wurde weltweit veröffentlicht, nur in Österreich und in Frankreich schaffte es das Lied in die offiziellen Singlecharts. In Großbritannien kam der Song in die nationalen Rock-Charts.
| ChartsChartplatzierungen | Höchstplatzierung | Wochen |
| ------------------------ | ----------------- | ------ |
| Österreich (Ö3)          | 74 (1 Wo.)        | 1      |